# 触乐
触乐 （英語：ChuApp） 是中国大陆以电子游戏和游戏周边讨论的网站，于2013年成立。
除了其自有作者的报道，触乐也有轉載其他媒体的文章，包括英文文章转载翻译，亦开放接受读者投稿。除了其自有网站的更新与发布外，触乐也在社会化媒体，如微信公众号、新浪微博、知乎专栏等平台进行全文推送。

## 发展
网站创始人祝佳音之前，作为执行主编，在中国大陆的关于游戏的平面媒体《大众游戏》工作。在一段于游戏厂商工作的经历后，与之前姊妹刊《大众软件》的部分同事，于2013年成立了“触乐”。
触乐创立初期的目标，在于针对移动平台上的游戏（手机游戏）进行报道，随后到了2014～2015年，由于大体量的开发者进入这一市场，使得相对有趣有个性的个人开发者，独立游戏占比减少，使得触乐开始谋求转型跨平台游戏的整体报道。

## 栏目
- 触乐夜话
自称为“每天胡侃和游戏有关的屁事、鬼事、新鲜事”，不定期更新，主要是晚间推送的无固定主题的随想类栏目。
- 周末玩什么
为触乐编辑群的每周游戏推荐，一般在周五或周六更新。

此外，还有如“#人物#”“#纪实#”“#怀旧#”“#幕后#”等标签的常驻文章类别。

## 影响与争议

### 部分有社会影响力的文章
- 关于杨永信系列文章，在2016年8月间组织新闻小组进行调查及采访[4]。汇结成如署名「触乐报道小组」的专题报道，《被杨永信改造的孩子们》[5]，其专题页面的文章：
  - 被杨永信改造的孩子们
  - “盟友”小辰：逃离临沂
  - “盟友”曾宇：感觉自己死过一次了，活一天就赚一天吧
  - “盟友”王安：这件事我永远也没法原谅他们
  - “盟友”李林峰、王明阳：大家不要太关注锤子本身
  - 律师观点：最好的结果是，异地公安能立案调查

以上文章均已被删除。
《和杨永信战斗的人们》，而如《被杨永信改造的孩子们》《被杨永信拯救的家长们》在其他网站还留有存档。
2019年，出现相关网戒中心后续报道《临沂没有网戒中心》。
- 杨中依在2017年4月间动身[9]，在三和进行采访，之后于5月3日发布《在三和玩游戏的人们》[10]，这篇文章引起游戏媒体以外媒体的转载传播[11]，引发普通人对三和大神这一特殊边缘群体困境的关注，也引发了后续的采访与报道，如如网易看客栏目《卖掉身份证后，我成为了三和大神》[12]、NHK的纪录片《三和人才市场：中国日结1500日元的年轻人们》(于2018年5月6日公开)[13]。

### 争议
由于在中国大陆环境下，电子游戏被长期边缘化，使得该区域人群对于电子游戏的态度迥异。也造成了游戏类媒体的（针对当地游戏环境）报道更容易引发争议。
- 2016年11月28日，匿名用户在知乎上发问《触乐是不是一家真正的“移动游戏媒体”？》，引来诸多讨论。
- 对杨永信及其“电击治疗”造成的情况的相关报道，引起了杨的支持者的抗议反弹，其后矛头直指文章相关作者。亦在巨大压力下，使得网站删除了相关文章；在2018年新年《2017年，触乐最值得阅读的10篇文章》的总结文章中，关于“杨永信”的文章推荐中，亦不提供链接；说明文字为“因为某些原因，这两篇文章从它应当出现的地方消失了，或者没有出现在它应当出现的地方。”[14]。
- 2017年，有网友投稿，指称SakuraGame发行的游戏品质不符预期。稿件发出后，使得触乐亦面临发行公司的律师函。[來源請求]